# دان غراي
دان غراي (بالإنجليزية: Dan Gray)‏ (23 نوفمبر 1989 في المملكة المتحدة - ) هو لاعب كرة قدم بريطاني في مركز الظهير. لعب مع ماكليسفيلد تاون ونادي تشيسترفيلد وAlfreton Town F.C. ‏ ولينكولن سيتي أف سي ونادي برادفورد بارك أفنيو.

## وصلات خارجية
- دان غراي على موقع قاعدة بيانات كرة القدم.إي يو (الإنجليزية)
- دان غراي على موقع Soccerway.com (الإنجليزية)